# Paulsternstraße (métro de Berlin)
Paulsternstraße est une station souterraine de la ligne 7 du métro de Berlin (U7). Elle est située à l'ouest du centre-ville de Berlin, dans le quartier Haselhorst et l'arrondissement de Spandau.
Mise en service en 1984, elle est exploitée par Berliner Verkehrsbetriebe (BVG). Elle n'est accessible que par des escaliers.

## Situation
Sur le réseau du Métro de Berlin la station souterraine de Paulsternstraße est établie sur la ligne 7 entre les stations Haselhorst (à 990 m) et Rohrdamm (à 1 015 m).
Géographiquement la station Paulsternstraße est située sous la Nonnendammallee au carrefour des voies Paulsternstraße et  Otternbuchtstraße dans le quartier Haselhorst et l'arrondissement de Spandau.

## Histoire
La station Paulsternstraße a été ouverte le 1er octobre 1984, avec l'extension de la ligne de Rohrdamm à Rathaus Spandau. L'architecte Rainer G. Rümmler a conçu un plan simple avec un hall à un niveau intermédiaire entre les accès et la station qui se compose d'une plateforme centrale entre les deux voies. L'architecte a pris prétexte du terme étoile contenu dans le nom de la station pour y décliner une abondante décoration polychrome faite de mosaïque et de peinture.

## Service des voyageurs

### Accueil
La station Paulsternstraße est une station souterraine accessible par deux accès, équipés uniquement d'escaliers, permettant de rejoindre le hall central d'où l'on descend sur les quais par un escalier ou un escalator. Elle est située dans la zone tarifaire B.

### Desserte
La station est desservie par les rames de la ligne 7 du métro de Berlin. Les horaires et les fréquences de passage sont à consulter sur le site de l'exploitant (voir lien externe en bas de page).

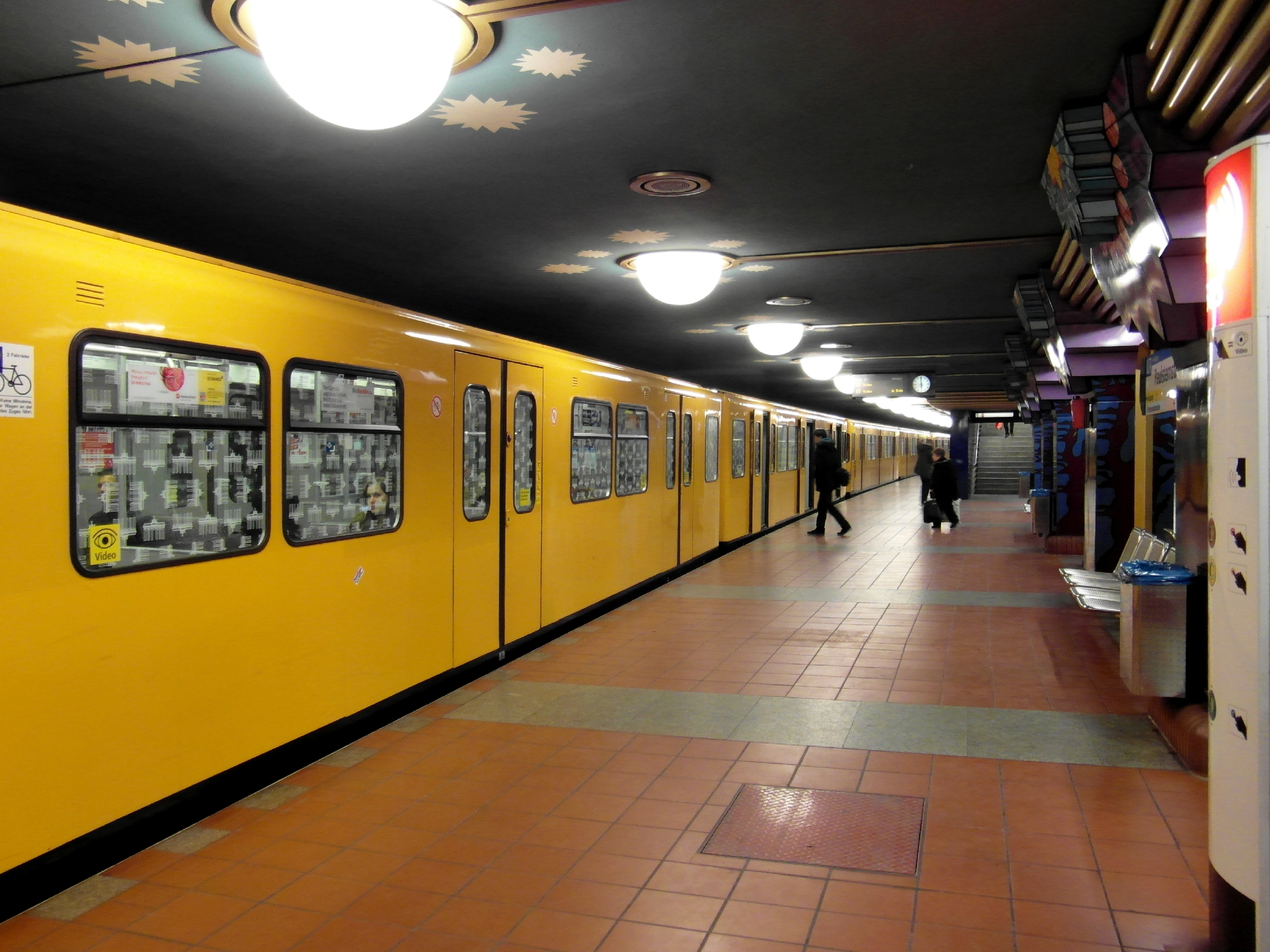
Rame du métro à l'arrêt dans la station.

### Intermodalité
À proximité un arrêt de bus (ligne 139) et un parking pour les véhicules.

## Galerie de photographies

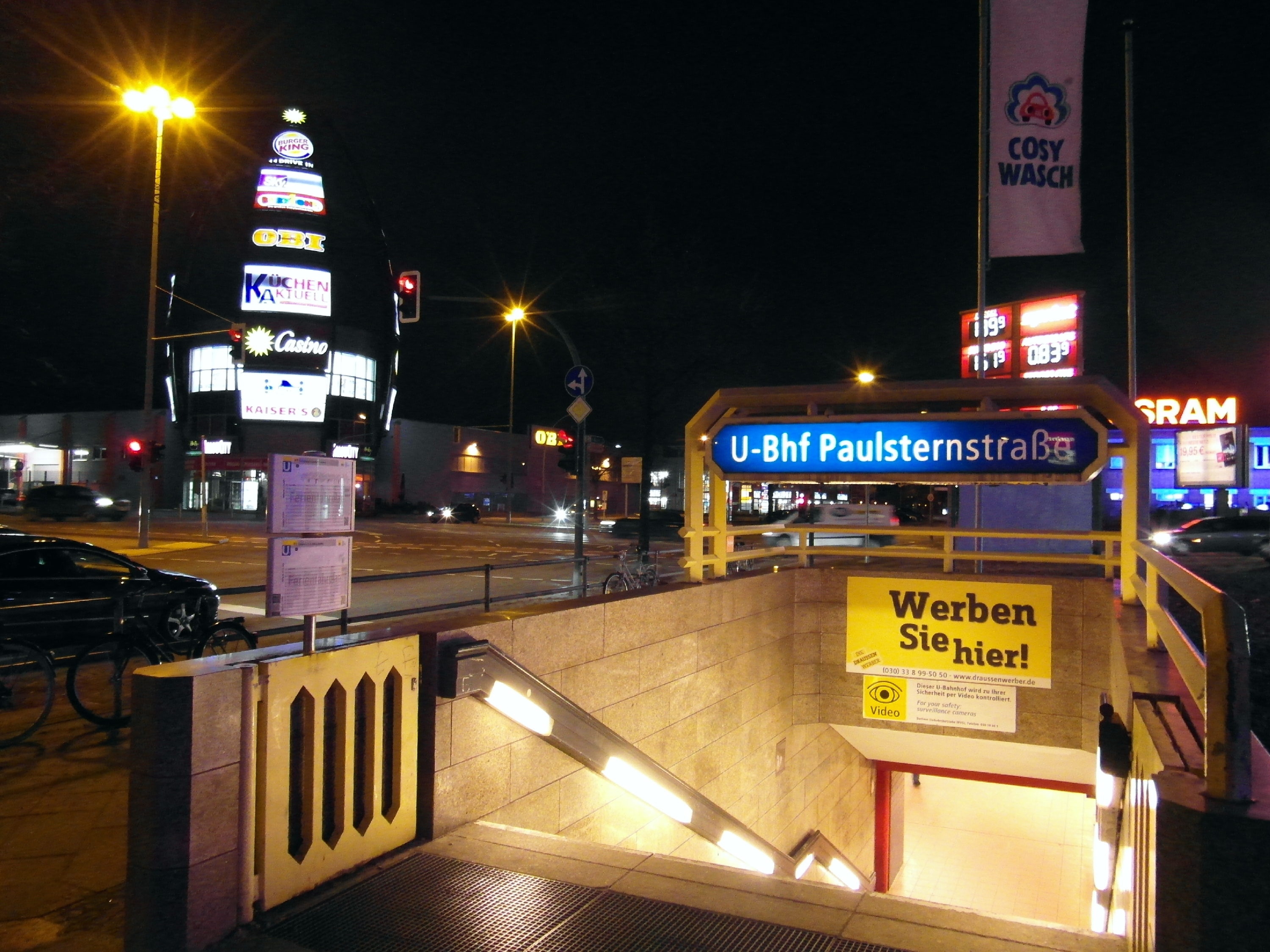
Une bouche en 2013
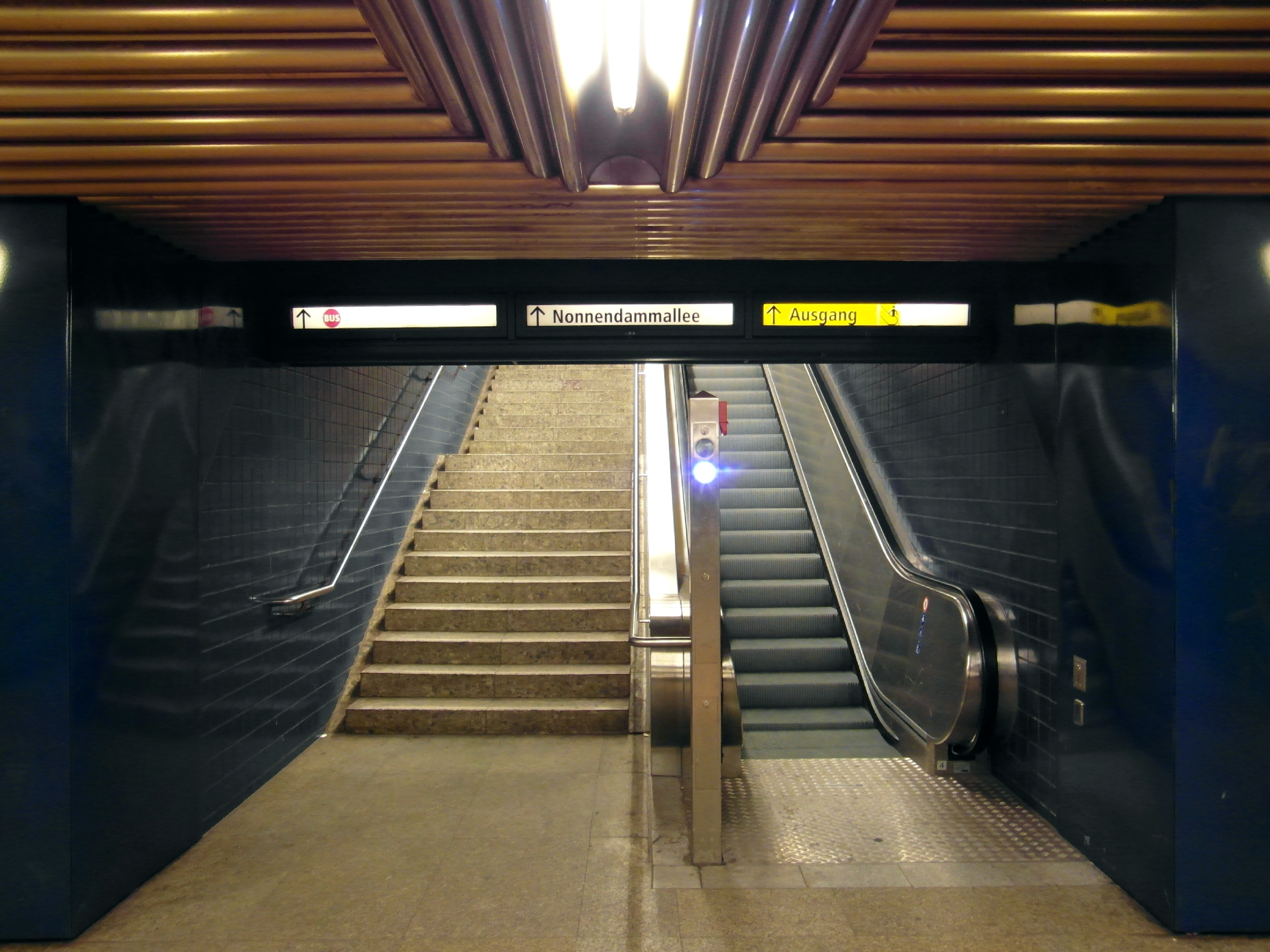
Escalier et escalator